# Tommaso Russo
Pour les articles homonymes, voir Russo.
Tommaso Russo est un boxeur italien né le 31 août 1971 à Marcianise.

## Biographie
Évoluant dans la catégorie des poids moyens (moins de 75 kg), sa carrière de boxeur carrière amateur est principalement marquée par un titre de champion du monde remporté à Sydney en 1991.

## Référence
1. ↑  (en) Résultats des championnats du monde 1991